# Lyrleden
Lyrleden  är en allmän färjeled i Lyrösund som går mellan ön Lyr och Lyresten på ön Orust. Färjeleden är cirka 200 meter lång och en del av väg 738 i Orusts kommun i Västra Götalands län.
170 personer bor på den 6 kvadratkilometer stora ön Lyr året runt, och omkring 600 personer bor på ön varje sommar.

## Historia
Före 1952 saknades färjebindelse till Lyr. Den första färjan hade kapacitet för sex bilar och gick en gång i timmen fram till klockan 21.30.
Sedan mitten av 1980-talet gick Färjan M/S FÄRJA 62/319 Lina i trafik mellan Lyr och Lalleröd. Sedan år 2011 trafikeras Lyrleden av linfärjan M/S Annie som tidigare gått i trafik i Hamburgsundsleden.